# Като, Дзёдзи
Дзёдзи Като (яп. 加藤 条治 Като: Дзё:дзи, род. 6 февраля 1985, Ямагата) — японский конькобежец, специализируется на дистанции 500 метров. Бронзовый призёр зимней Олимпиады 2010 года в Ванкувере на дистанции 500 метров, чемпион мира 2005 на этой же дистанции.

## Карьера
В 17-летнем возрасте Като стал первым спортсменом-юниором, который смог пробежать дистанцию 500 м быстрее 35 секунд.
В 2005 году, 20-летний Като стал чемпионом мира на дистанции 500 м, опередив таких известных спортсменов как Хироясу Симидзу и Джереми Уотерспун. 19 ноября 2005 года он установил новый мировой рекорд в беге на 500 м — 34,30 с, который не был побит до марта 2007.
На Олимпиаде 2006 в Турине Като рассчитывал на призовое место на своей коронной дистанции, однако смог занять только 6 место.
На Олимпиаде-2010 в Ванкувере он завоевал бронзу.
В 2011 году стал чемпионом Зимних Азиатских игр на 500 м. Двукратный чемпион Японии в спринтерском многоборье.